# Lollands historie 1849-1919
Lollands historie 1849-1919 omfatter Lollands historie fra Junigrundloven i 1849 og dermed indførelsen af et konstitutionelt monarki i Danmark til afslutningen af 1. verdenskrig og lensafløsningen i 1919, som fik store konsekvenser for Lollands største godsejere. Perioden blev præget af dels det politiske opbrud i 1849 og begyndelsen på et dansk folkestyre og de efterfølgende politiske partidannelser i de følgende årtier, og dels moderniseringen i landbruget og den begyndende industrialisering, der medførte omfattende samfundsforandringer på såvel Lolland som i det øvrige Danmark.
Befolkningen på Lolland-Falster steg fra ca. 80.000 til ca. 130.000 personer i løbet af perioden, hvilket dog var en mindre relativ stigning end i resten af landet. Der fandt en stor afvandring fra landbrugsbefolkningen sted i perioden, der dog delvis blev opvejet af, at de store godser omvendt importerede en del svensk og siden polsk arbejdskraft - en indvandring, som har sat varige spor på øen. 
Indvandrerne arbejdede især i roemarkerne, idet dyrkning af sukkerroer og produktion af sukker blev en vigtig beskæftigelse på Lolland i perioden. I alt fire sukkerfabrikker blev anlagt udover en række saftstationer, og øen blev gennemskåret på kryds og tværs af et fintmasket net af roebaner. Den fremvoksende sukkerindustri var et enkelt eksempel på den omfattende mekanisering og industrialisering, der fandt sted i perioden. Jernbaner som Lollandsbanen, nye havneanlæg, gasværker og elværker blev etableret i perioden, og især i Lollands største by Nakskov blev flere nye fabrikker opført. Størst betydning fik Nakskov Skibsværft, der blev anlagt i 1916 og blev hele øens største arbejdsplads. Efter katastrofen under stormfloden i 1872, der oversvømmede store dele af øen og medførte mange druknede, blev det 63 km lange Lollandske dige anlagt, hvilket medførte en betydelig inddæmning af ny landbrugsjord.
Med folkestyret begyndte også en politisk offentlighed at danne sig. I de første år var valgene i Lollands tre folketingsvalgkredse præget af konkurrence mellem bondevenner og nationalliberale, der senere blev konfrontationer mellem Venstre og Højre. Fra omkring århundredskiftet deltog også Socialdemokratiet i valgkampene med stigende styrke. I 1913 erobrede redaktør Sophus Bresemann Nakskovkredsens folketingsmandat. Samme år fik Socialdemokratiet absolut flertal i Nakskovs byråd, og året efter blev Bresemann borgmester som den første socialdemokratiske borgmester udenfor København. Under hans styre blev Nakskov et fremtrædende eksempel på den såkaldte kommunesocialisme med omfattende sociale og økonomiske ændringer.

## Befolkningsudvikling
Befolkningen i denne periode steg, men noget langsommere end i resten af landet. Fra 1850 til 1920 steg befolkningen på Lolland-Falster fra ca. 79.000 til ca. 129.000 personer. Det var en stigning på 63 % og dermed kun ca. det halve af stigningen på 119 % på landsplan i samme periode. De mange herregårde med store jordarealer betød, at der var lidet jord til fordeling mellem bøndernes og husmændenes børn, og da kun nogle af disse kunne få arbejde i Lollands købstæder, udvandrede mange tusinde lollikker enten til hovedstaden eller til Amerika og Australien. Denne udvandring blev dog delvis opvejet af, at de store godser til gengæld importerede en del svensk og siden polsk arbejdskraft til øen. I 1911 udgjorde polakker således over en fjerdedel af samtlige landarbejdere på Lolland-Falster. Den polske indvandring medførte blandt andet, at den første katolske kirke i Danmark siden Reformationen blev opført i Maribo i 1897 i form af Sankt Birgitta Kirke.
I 1921 var der i alt på Lolland 83.188 indbyggere - knap dobbelt så meget som Falsters 43.163.

## Grundlov og godsejerstyre
Med grundloven af 1849 mistede godsejerne yderligere en del af deres juridiske myndighed. Det gjaldt deres amtmandsfunktion, birkeret, skiftejurisdiktion og kaldsret til de lokale kirker. Ligeledes blev retten til at oprette majorater afskaffet. En bestemmelse i grundloven sagde, at de eksisterende len og stamhuse ved fremtidig lovgivning skulle overgå til fri ejendom, mens en anden bestemmelse afskaffede enhver juridisk forret knyttet til "Adel, Titel og Rang". Herregårdene og godsejerne besad dog fortsat en betydelig social og økonomisk magt i deres lokalområder. Økonomisk  havde årtierne efter Napoleonskrigene, hvor Danmark mistede Norge, som havde aftaget mange danske landbrugsvarer, været en dårlig tid for landbruget. Men i 1830'erne startede kornsalgsperioden, som blev en langvarig højkonjunktur, ikke mindst for de store kornproducerende gårde og godser på Lolland. I 1840'erne blev byen Bandholm skabt og udviklet. Der blev blandt andet grundlagt et jernstøberi og et skibsværft, og en meget stor del af øens korneksport blev udskibet via Bandholm.:39f  Bandholm Havn var i denne periode Danmarks tredjemest korneksporterende havn efter København og Ålborg.
I 1850'erne og 1860'erne fik godsejerne større økonomiske incitamenter til at sælge deres fæstegods mod at kunne inddrage en del af det under selve hovedgårdens jord. Salgsindtægterne gav samtidig økonomisk kapital til nye investeringer, og de følgende årtier blev dermed en guldalder for godsernes økonomi. En lang række landbrugstekniske initiativer som dræning og mergling forbedrede landbrugsjorden, der ligeledes blev udvidet ved store landindvindingsprojekter som Saksfjed Inddæmning. En sidegevinst ved afvandingen og dræningen, der medførte et mindre fugtigt klima, var, at den dødelige malaria, der havde hærget øen i en grad, så den var kendt som lollandsk feber, stort set blev udryddet. Ligeledes blev infrastrukturen til transport og salg af landbrugsprodukterne afgørende forbedret ved nye havneanlæg og oprettelse af et jernbanenet, og mekanisering, blandt andet i form af damptærskeværker, forbedrede også landbrugets produktivitet.:40f 
Politisk havde godsejerne magten i Danmark fra 1866 til 1901 via en række Højre-regeringer, der støttede sig på kong Christian IX's velvilje og det godsejerdominerede landsting. Den lollandske lensbaron Otto Rosenørn-Lehn fra Orebygaard var udenrigsminister i hele 22 år fra 1870 til 1892 - en rekord, der aldrig er overgået.:40f 

## Sukkerroen - det hvide guld
Gennembruddet for jernbaner og dampmaskiner ændrede det internationale kornmarked fundamentalt fra omkring 1870. Billigt korn fra Rusland og USA kunne nu nemt importeres til Europa, hvilket blev afslutningen på kornsalgsperioden, og det danske landbrug reagerede de fleste steder ved at omstille sig til animalsk produktion og mejeridrift, og fra korndyrkning til foderafgrøder. På Lolland og Falster skete imidlertid en særlig udvikling, da der her opstod en stor produktion af sukkerroer og sukker, som er fortsat indtil i dag.:43ff 
Sukkerroedyrkningen gav et højt afkast, men krævede også både rigelig arbejdskraft og nye investeringer. I det første stykke tid blev der importeret arbejdskraft fra Sverige, der havde et stort landproletariat, men fra 1893 blev svenskerne erstattet af sæsonarbejdende polakker, såkaldte roepolakker, så der snart hvert år i sæsonen fra april til december arbejdede omkring flere tusinde polske kvinder med den tunge jord i roemarkerne. De blev ofte indlogeret i særlige såkaldt polakkaserner, hvoraf Lungholms polakkaserne i Tågerup stadig står i dag, indrettet som Museum Polakkasernen.:43ff  Roedyrkningen medførte også byggeriet af fire sukkerfabrikker i Holeby (1872), Nakskov (1882), Maribo (1897) og Sakskøbing (1910), hvoraf Nakskov Sukkerfabrik som den eneste fortsat virker med sit oprindelige formål. Højbygaard Sukkerfabrik i Holeby, der var Danmarks første, blev i 2007 kåret som et af Danmarks 25 industriminder.
Udover sukkerfabrikkerne blev der bygget en række lokale saftstationer, der forarbejdede roerne til såkaldt tyndsaft, der derpå blev sendt videre ad underjordiske rørledninger til fabrikken. Til Nakskov Sukkerfabrik blev således i 1880'erne bygget fem vestlollandske saftstationer. Andre steder på Lolland blev der bygget et vidtforgrenet net af særlige smalle jernbaner, roebaner, med tipvogne til transport af sukkerroerne til fabrikken. Da dette jernbanenet var på sit højeste, var der i alt 600 km roebaner på øen.:43ff 
Især de store godsejere var begunstiget af den økonomiske fremgang fra først kornsalget og siden sukkerroerne. Et eksempel herpå var Edward Tesdorpf, hvis hovedsæde var Orupgård på Falster, men som også bl.a. ejede Sædingegård på Lolland. I alt ejede han 2300 hektar af Danmarks bedste jord og var i mere end tredive år den dominerende person i dansk landbrug.:43ff  Han var bl.a. hovedmanden bag etableringen af Nykøbing Falster Sukkerfabrik i 1884. De gode tider gav sig også udslag i et omfattende nybyggeri af både drifts- og hovedbygninger hos "det store hartkorn", som godserne blev kaldt. Nutidens lollandske herregårdsbygninger er fra anden halvdel af 1800-tallet mere end fra nogen anden periode. Her blev bl.a. opført en række slotslignende hovedbygninger med tårne og spir som Pederstrup, der i 1860'erne blev ombygget i fransk chateau-stil, Orebygaard fra 1872 i rosenborgstil og Aalholm i en gendigtning som middelalderborg i 1889.:43ff 

## Industrialisering og mekanisering
Selvom sukkerproduktionen og den medfølgende infrastruktur var et fremtrædende træk ved industrialiseringen og moderniseringen på Lolland, var den ikke det eneste. Lollands første jernbane, der blev åbnet i 1869, var Maribo-Bandholm Jernbane, der forbandt Maribo med sin udskibningshavn. I 1874 åbnede Lollandsbanen, dvs. jernbanen mellem Nakskov over Maribo og Sakskøbing til Nykøbing Falster med en sidebane, der forbandt Maribo og Rødby. Rødbybanen blev i 1912 forlænget til den nyanlagte havneby Rødbyhavn. Lollandsbanen medførte blandt andet, at Søllested udviklede sig til en regulær stationsby med forretninger, håndværksvirksomheder, hotel og kro. Ligeledes voksede Holeby til en stations- og industriby efter anlæggelsen af sukkerfabrikken, hvilket blandt andet førte til grundlæggelsen af Holeby Maskinfabrik (grundlagt i 1901 med udgangspunkt i en smedevirksomhed fra 1882). Størst betydning fik dog det store stålskibsværft Nakskov Skibsværft, der blev grundlagt i 1916 af blandt andet ØK, hvis stifter H.N. Andersen var født i Nakskov. Året før var der i Rødbyhavn blevet anlagt et andet jernskibsværft.
Også en række andre transportmuligheder opstod i perioden. Danmarks første rutebil kørte imellem Nysted og Nykøbing fra 1903 til 1906. En jernbane mellem de samme to byer blev anlagt i 1910. Samtidig fik byerne efterhånden etableret gasværker, elværker og vandtårne.

## Stormfloden i 1872
I november 1872 blev Lolland og Falster ramt af en naturkatastrofe i form af stormfloden 1872, den største stormflodskatastrofe i Danmark i nyere tid. Vandet steg indtil 3½ meter over normal vandstand, så kystdigerne blev oversvømmet. Rødby Fjord og Nakskov Fjord, der normalt lå 8 km fra hinanden på det smalleste sted, blev forenet i ét stort vandområde. Mange menneskeliv og store værdier gik tabt. Alene på Lolland og Falster druknede over 80 mennesker.
Katastrofen fik et vigtigt efterspil, idet Rigsdagen året efter vedtog en særlig lov om digebyggeri på Lolland-Falster. Den gav statsstøtte til at bygge nye diger på de to øer, hvilket medførte anlægget af såvel det falsterske som det lollandske dige. Lollandsdiget havde en højde på knap 5 meter over dagligt vande og var 63 km langt. Det er dermed Danmarks længste dige. Bag det nye dige blev et omfattende inddæmningsarbejde påbegyndt, der medførte en betydelig ny landindvinding, først og fremmest af den i dag helt tørlagte Rødby Fjord samt dele af Nakskov Fjord. Vedligeholdelsen af diget påhviler den selvstændige forening "Det lollandske Digelag", og der opkræves en særlig digeskat af ca. 7.000 lodsejere.

## Den lokale politiske udvikling
Lollands første avise var "Lolland-Falsters Adresse Comptoirs Efterretninger", som udkom i Maribo fra 1806, men allerede i 1812 flyttede til Nykøbing. Den var af konservativ observans, mens det ældste Venstreblad, Nakskov Tidende, blev stiftet i 1868 i Nakskov.:78ff  Den landsdækkende politiske udvikling fra 1848 og frem til 1. verdenskrig blev på Lolland ved de lokale valg afspejlet igennem først konkurrence mellem bondevenner og nationalliberale, der senere blev konfrontationer mellem Venstre og Højre. Fra omkring århundredskiftet deltog også Socialdemokratiet i valgkampene med stigende styrke. Ved valgene til Den Grundlovgivende Rigsforsamling i 1848 havde Maribo Amt seks delegerede. De fordelte sig med fire bondevenner, heriblandt en af partiets ledere Balthazar Christensen, der blev valgt i Nakskov, samt en nationalliberal og en repræsentant for Højregruppen.
Lolland var efter Folketingets oprettelse med grundloven i 1849 opdelt i tre valgkredse, Nakskovkredsen, Maribokredsen og Sakskøbingkredsen. I de to første kredse med de største byer klarede Højre sig relativt godt og vandt de fleste valg indtil århundredskiftet, mens Venstre havde overtaget i Sakskøbingkredsen. Fra 1895 var Holger Rørdam partiets folketingsmedlem fra kredsen. I 1905 sluttede han sig til det nystiftede udbryderparti Det Radikale Venstre og fortsatte med at vinde kredsen for dette parti indtil 1918, hvor han trak sig tilbage. I 1892 opstillede for første gang en socialdemokrat i Nakskovkredsen, hvor han fik 35 stemmer. Fra 1901 opstillede den lokale socialdemokratiske leder Sophus Bresemann ved hvert folketingsvalg og opnåede hver gang flere stemmer. Ved folketingsvalget 1913 erobrede han første gang mandatet i kredsen, der fra dette tidspunkt blev en fast socialdemokratisk bastion. Bresemann fortsatte med at blive valgt til Folketinget, indtil han trak sig tilbage i 1935.

## Arbejderbevægelsens fremvækst
Nakskov var som Lollands største og mest industrialiserede by et naturligt arnested for den lollandske arbejderbevægelse. Tre typer industrivirksomheder kom til at præge byen og dens beskæftigelse i perioden frem til 1. verdenskrigs slutning: Fabrikker, som bearbejdede det omliggende landbrugs produkter med Nakskov Sukkerfabrik, Nordens største af sin art, som flagskibet; maskinfabrikker og jernstøberier, som leverede varer til landbrug og transport i regionen, og endelig det store Nakskov Skibsværft, som blev oprettet i 1916 og hurtigt blev Danmarks næststørste værft.
Allerede i efteråret 1871 havde der været utilfredshed og strejketrusler hos arbejdere på byens store maskinfabrik Godthaab, og Socialdemokratiet, der var grundlagt i København samme år, anså derfor byen for et naturligt mål for partiets agitationsrejser. I april året efter besøgte en af partiets stiftere Paul Geleff derfor byen og holdt to møder, hvor flere hundrede mennesker deltog - mange af dem stærke modstandere af Geleff, hvorfor især det første møde blev tumultarisk, og Geleff måtte beskyttes af det lokale politi mod korporlige overfald.
I 1900 flyttede bødkeren og fagforeningsmanden Sophus Bresemann til Nakskov fra Aalborg, hvor han havde ledet den socialdemokratiske agitation i Nordjylland. Året efter stiftede han og blev redaktør for avisen Lolland-Falsters Social-Demokrat, der under navnet Ny Dag eksisterede indtil 1994 som en af de sidste socialdemokratiske aviser i provinsen. I 1905 kom Bresemann i Nakskovs byråd, hvor Socialdemokratiet i 1906 blev det største parti og i 1913 fik rent flertal - et flertal, som partiet bevarede indtil 1997.

## Nakskovs kommunesocialisme
I 1914 blev Bresemann udpeget som den første socialdemokratiske borgmester i landet udenfor København. Han stod derfor i spidsen for et omfattende reformarbejde, som nævnes som et fremtrædende eksempel på den såkaldte kommunesocialisme, som var en del af Socialdemokratiets strategi i denne periode. Ideen var, at man i lokalområder, hvor partiet havde den politiske magt, kunne bruge den som en spydspids for at gennemføre partiets politik rundtom i landet, inden man selv fik regeringsmagten. Byen gjorde eksamensskolen gratis, byggede flere skoler, herunder det kommunale Nakskov Gymnasium i 1918, der blev Lollands første gymnasium, indførte sommerkoloni for underernærede børn samt gratis skolebespisning og skoletandpleje, forbedrede alderdomsunderstøttelsen og satte gang i boligbyggeriet, blandt andet ved at oprette foreningen Nakskov Arbejderboliger. Næsten alle de nuværende boligkvarterer i Nakskov er grundlagt i årene 1913-1920. Bresemanns arbejde gav Nakskov tilnavnet "Den rødeste by i det rødeste amt".
I Maribo gjorde Bresemanns kollega som redaktør og borgmester C.E. Christiansen senere et lignende arbejde. Som borgmester 1919-1921 og 1925-1946 fik han stor indflydelse på det lokale hospitals- og skolevæsen og den sociale forsorg og sørgede bl.a. for grundlæggelsen af Maribo Gymnasium i 1937.